# Plaza (Ceánuri)
Plaza es una entidad de población española del municipio de Ceánuri, perteneciente a la provincia de Vizcaya, en la comunidad autónoma del País Vasco. En 2022, la entidad singular de población tenía empadronados 572 habitantes y el núcleo de población, los mismos.